# Мартинець Олександр Васильович
Олекса́ндр Васи́льович Мартине́ць (нар. 1 квітня 1932, Харків — пом. 24 червня 2008, Харків) — український графік. Член Національної спілки художників України (1966; голова секції графіки Харківської організації до 2008 року). Заслужений діяч мистецтв України з 1992 року.

## Біографічні дані
Народився 1 квітня 1932 року в Харкові. 1961 року закінчив Харківський художній інститут (викладач Л. Чернов). З 1962 року викладав в ньому. У 2001–2008 роках — професор кафедри графіки.
Від 1962 року учасник обласних, всеукраїнських, зарубіжних художніх виставок.
Помер від хвороби сердця в Харкові 24 червня 2008 року.

## Творчість
Основна галузь — станкова графіка (техніки: ліногравюра, офорт). Для його творчості притаманні узагальнені стилізовані форми, поєднання суворого стилю з романтичними імпровізаціями. Деякі роботи зберігаються у Харківському художньому музеї.

### Роботи
- серії ліногравюр:
  - «Сестри» (за творами Т. Г. Шевченка), «Дороги» (1964);
  - «Наша сталь» (1965—1966);
  - «Сліди людства» (1967);
  - «Керч», «Червоні кіннотники» (1968);
  - «Велика Вітчизняна війна 1941—45 рр.» (1969).
- серія «Пейзажі України»:
  - «Перший сніг» (1985);
  - «Жінка з козою» (1987);
  - «Стара груша», «Соняшник», «Гурзуф» (1989—1994).
- офорти:
  - «Боротьба» (1972);
  - «Один із нас» (1974);
  - «Птахи відлітають» (1994);
- цикл «Кримські пейзажі» (1974—2001).